# Ціоха Іван Григорович
Іван Григорович Ціоха (29 травня 1891 — †?) — полковник армії УНР.

## Життєпис
Народився в місті Києві. Останнє військове звання в армії Росії штабс-капітан. У 1919 році помічник командира 1-го (пізніше 7-го) Синього полку 3-ї Залізної дивізії армії УНР. У 1920 році — помічник командира куреня 3-ї Залізної дивізії армії УНР. Подальша доля невідома. 

## Вшанування пам'яті
28 травня 2011 року у мікрорайоні Оболонь було відкрито пам’ятник «Старшинам Армії УНР – уродженцям Києва». Пам’ятник являє собою збільшену копію ордена «Хрест Симона Петлюри». Більш ніж двометровий «Хрест Симона Петлюри» встановлений на постаменті, на якому з чотирьох сторін світу закріплені меморіальні дошки з іменами 34 старшин Армії УНР та Української Держави, які були уродженцями Києва (імена яких вдалося встановити історикам). Серед іншого вигравіруване й ім'я Івана Ціохи.